# Taito (entreprise)
Taito Corporation (株式会社タイトー, Kabushikigaisha Taitō) est une société japonaise de développement et de distribution de jeux vidéo et de matériel de jeux d'arcade, créée en 1953.
Aujourd'hui Taito est la propriété exclusive de l'éditeur Square Enix. Taito a son siège dans le bâtiment Shinjuku East Side Square à Shinjuku, à Tokyo.
Tout comme Nintendo, Sega, Namco et Konami, elle est l'une des plus anciennes sociétés de jeux video au Japon et l'une des premières à avoir exporté ses produits dans les autres pays. Taito est surtout connue pour la production de jeux d'arcade, tels que Space Invaders et Bubble Bobble. Taito a sorti des jeux d'arcade dans le monde entier, et a aussi importé et distribué des jeux d'arcade américains au Japon. La compagnie possède également plusieurs salles de jeux d'arcade au Japon, appelées stations Taito.
Par le passé, la compagnie avait des filiales en Amérique du Nord, au Brésil, en Corée du Sud et en Italie.

## Histoire
La société fut fondée en 1953 par un homme d'affaires juif ukrainien nommé Michael Kogan, et s’appelait au départ Taito Trading Company (株式会社 太 東 貿易 kabushikigaisha Taito Boeki) Lors de sa fondation le 24 août 1953, Taito Trading Company remplaça l'ancienne société Taito Yoko de Kogan qui fut abolie le même jour. Taito Yoko était un distributeur de vêtements qui vivait des difficultés financières en raison de la négligence de ses employés et les pertes fréquentes de produits.
Taito Trading Company commence son activité en important et en diffusant des distributeurs automatiques. Elle fabrique également ses propres distributeurs, notamment de cacahuètes et de vodka. Elle était la première compagnie au Japon à distiller et vendre de la vodka. En 1954, elle fabrique des juke-boxes et des équipements de loisirs. La compétition montante dans le commerce de la vodka oblige Taito à abandonner en 1955 ce secteur d'activité et de se concentrer sur les distributeurs automatiques qui connaissent plus de succès ainsi que l'importation de juke-boxes,. Étant donné que Taito ne disposait pas de licence à l'époque pour importer des jukes-boxes au Japon, elle achetait des machines défectueuses des bases militaires américaines qu'elle réusinait grâce aux pièces qui fonctionnaient toujours. Plus de 1500 juke-boxes sont vendus en 1960 quand la compagnie commence à mélanger des enregistrements japonais avec des chansons folk américaines. Cela lui vaut un partenariat avec Seeburg qui fait de Taito son agent exclusif au Japon et l'une des plus importantes compagnies de juke boxes au pays.
Cet intérêt pour les loisirs entraîne assez rapidement Taito à se lancer dans la fabrication de jeux d'arcade électro-mécaniques payants. En 1972, le nom de Taito Trading Company change pour devenir Taito Corporation.

### Premier jeu vidéo
Le premier jeu vidéo de Taito s'appelle Elepong. C'est une borne d'arcade de ping-pong sorti en 1973 au Japon.
En 1978, Taito sort le célèbre Space Invaders qui provoquera une révolution en la matière, puisque entièrement électronique. Space Invaders devient le titre le plus populaire de la société et l'un des jeux les plus mémorables de l'histoire des jeux vidéo responsable du début de l'âge d'or des jeux vidéo d'arcade. Le jeu fut distribué aux États-Unis par Midway. En date de 2016, Space Invaders a généré des revenus bruts de 13,93 milliards de dollars USD depuis sa création.
Taito crée en 1973 une branche américaine appelée « Taito America Corporation » qui fut fondée dans le centre-ville de Chicago. Elle était située par la suite à Wheeling, dans l'Illinois et gérait le secteur arcade de la société en Amérique du Nord. Bien que la majorité des jeux distribués par Taito América étaient développés par la société mère japonaise, ils distribuaient aussi des jeux sous licence de sociétés tierces, ainsi que des jeux développés aux États-Unis pour Taito. Taito créa une autre branche en Amérique du Nord appelée Taito Software Inc responsable du secteur non-arcade de la société. Basé à North Vancouver, en Colombie-Britannique et créée en 1988, Taito Software distribue des jeux Taito exclusivement sur ordinateurs personnels et consoles. Avant la création de Taito Software, le service client revenait également à Taito América. Comme Taito América, le catalogue de Taito Software est principalement composé de jeux développés par la société mère japonaise, et occasionnellement de jeux sous licence d'autres sociétés. 1995 marque la dernière année du label Taito en Amérique du Nord. Cette même année, Taito vend les droits d'édition de ses jeux video en Amérique à Acclaim Entertainment,.
En 1986, Taito fait désormais partie du groupe Kyocera après que celle-ci acquiert une part dans la compagnie. Cette année, Taito fusionne ses deux filiales Pacific Industries Ltd et Japan Vending Machine Ltd. Japan Vending Machine fut jadis une entreprise indépendante acquise par Taito en 1971 afin de renforcer la présence de cette dernière dans l'opération de ses installations d'amusement. Pacific Industrial fut créé par Taito en 1963 afin de développer des produits pour la compagnie.
Taito eut une grande influence sur l'histoire du jeu vidéo, et développa certains jeux très innovants. Space Invaders (1978) est probablement le plus notable, mais des jeux tels que Speed Race (1974), Gun Fight (1975), Qix (1981), Jungle Hunt (1982), Elevator Action (1983), Buggy Challenge (1984), Bubble Bobble (1986), Operation Wolf (1987), Chase HQ (1988), Puzznic (1989), Coup Master (1992), Buster Gun (1992) et Puzzle Bobble (1994) ont également introduit des concepts uniques et innovants en termes de gameplay. Taito avait aussi une licence de Hanna-Barbera pour faire des jeux basés sur Les Pierrafeu et The Jetsons.

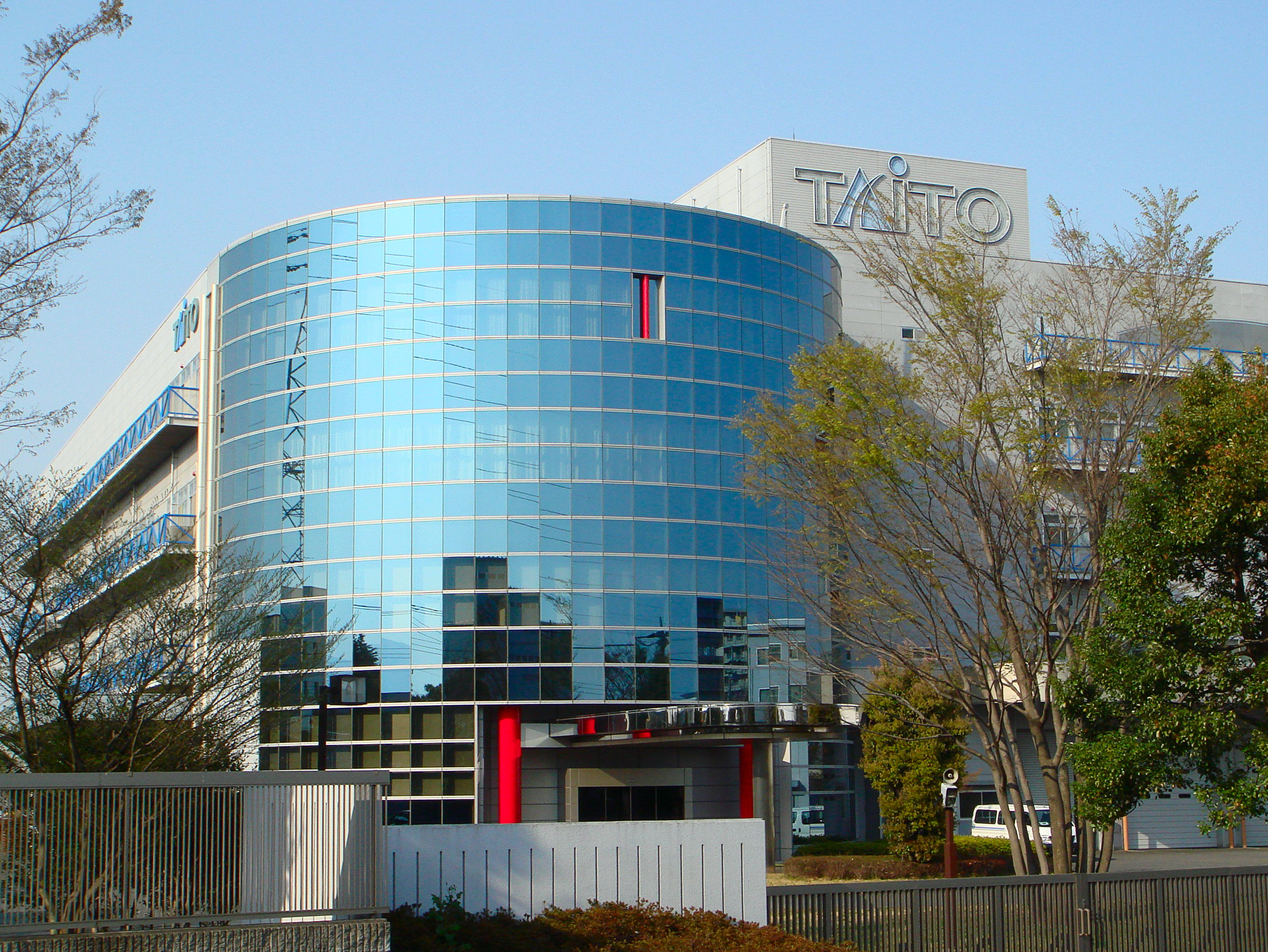
L'ancien Ebina Development Center de Taito à Ebina où plusieurs de ses jeux ont été manufacturés et développés. Inauguré en 1979, il ferme en 2014.

En août 1988, Taito célèbre son 35e anniversaire en introduisant un nouveau logo qui est celui que la compagnie utilise toujours jusqu'à présent,.
En 1992, Taito réalise une console lisant des CD-ROM, la Taito WoWoW. L'objectif était de proposer de parfaites conversions de jeux d'arcade de la société Taito, à l'instar de la Neo-Geo AES de la société SNK., ainsi que de télécharger des jeux par transmission satellite (comme le Satellaview le fera plus tard). Il fut nommé d'après la chaîne de télévision japonaise WOWOW et aurait utilisé ses stations de téléchargement pour les jeux. Le projet ne sera finalement jamais commercialisé.
En l'an 2000, Taito se lance dans le marché de contenu pour téléphones mobiles.
Le 22 août 2005, Square Enix achète 247 900 actions de Taito d'une valeur de 45,16 milliards ¥ (409,1 millions US $). Taito Corporation devient ainsi une filiale de Square Enix. Le but de la prise de contrôle par Square Enix était à la fois d'augmenter la marge de profit de Taito, ainsi que d'étendre son activité dans de nouvelles formes de jeu et de divertissements (notamment sur la scène arcade). L'OPA de Square Enix fut acceptée par l'actionnaire principal précédent, Kyocera, faisant de Taito une filiale officielle de Square Enix. Le 22 septembre 2005, Square Enix annonce sa réussite dans l'acquisition de 93,7 % des actions de Taito. Le 28 septembre 2005, Taito devient une filiale de Square Enix.
Le 31 mars 2006, Taito devient une filiale à part entière de Square Enix lorsqu'elle est fusionnée dans SQEX Corporation (anciennement The Game Designers studio),. Bien que SQEX soit la société survivante de ce regroupement, l'entreprise fusionnée conserve le nom de Taito Corporation.
Square Enix annonce officiellement le 28 juillet 2008, la liquidation de deux filiales de Taito, Taito Art Corporation et Taito Art Tech Co., Ltd, au motif qu'elles avaient rempli leur objectif commercial. Le processus pris fin officiellement en octobre 2008.
La Taito Corporation qui existe actuellement a été formée le 1er février 2010 par la fusion de Taito avec ES1 Corporation, un opérateur de salles d'arcade appartenant à Square Enix Holdings. ES1 Corporation devient officiellement Taito Corporation et hérite des secteurs d'activité arcades et mobiles de Taito ainsi que de la quasi-totalité de ses employés,. L'ancienne Taito Corporation est rebaptisée Taito Soft Corporation et conserve dix employés pour se concentrer exclusivement sur les jeux vidéo pour consoles de salon. À peine un mois plus tard, Taito Soft Corporation fusionne avec Square Enix le 11 mars 2010. Tous les jeux de Taito pour consoles sont désormais édités par Square Enix.
Le 30 novembre 2016, Taito annonce qu'elle distribuera ses jeux Space Invaders et Arkanoid sur la plateforme Facebook via Facebook Messenger et Facebook News Feed.
Le 3 juillet 2018, Taito annonce son intention de sortir à l'avenir davantage de jeux pour consoles de salon tout en admettant que ce domaine de l'industrie est difficile pour la compagnie.

## Arcade

Ancien logo de Taito

### Les systèmes
Taito qui fut présent dès l'âge d'or des jeux vidéo d'arcade, développa de nombreux systèmes d'arcade :
| - Taito B - Taito X - Taito Top Speed - Taito H - Taito L - Taito Z - Taito F1 - Taito F2 |  | - Taito FX-1A System - Taito FX-1B System - JC System - Wolf System - PPC JC System - Taito G-Net - Type Zero - Taito Scorpion |  | - Taito F3 Package System - Taito Type X - Taito Type X+ - Taito Type X² - Taito Type X² Satellite Terminal |

### Les bornes

#### Génériques
- Egret
- Egret II
- Egret 3
- Atomiswave SD
- Vewlix-L
- Vewlix-F